# Tossal de la Guàrdia (Lladurs)
|  | Aquest article tracta sobre una muntanya de Lladurs. Vegeu-ne altres significats a «Tossal de la Guàrdia». |

El Tossal de la Guàrdia és una muntanya de 907 metres que es troba al municipi de Lladurs, a la comarca catalana del Solsonès.